# Hearts of Iron
Hearts of Iron (en español: Corazones de Hierro) es un videojuego de estrategia en tiempo real bélica compleja para Microsoft Windows sobre la Segunda Guerra Mundial, desarrollado por Paradox Development Studio y distribuido por Strategy First en 2002.

## Hearts of Iron

### Motor del juego
El motor usado es el de Europa Universalis y por tanto se trata de la gestión de países por regiones y de gran movimiento estratégico con una notable complejidad. El manejo de un país puede resultar complejo a quien no esté familiarizado con los juegos hechos por Paradox, ya que intervienen muchos factores a controlar. Por un lado, está la diplomacia, mediante la cual se interactúa con otros países, ofreciéndoles alianzas, pactos de no agresión, intercambios económicos, etc. Es una parte muy importante, ya que ahí también podremos definir nuestro tipo de gobierno (de derechas, de izquierdas, pacifista, intervencionista, etc.).
También tenemos la investigación, mediante la cual desarrollaremos nuevas armas, vehículos, brigadas o podremos mejorar la producción industrial u organización de nuestro ejército.
Por último, está el control industrial, una de las partes más complejas del juego, ya que es de la industria de nuestro país de donde obtenemos los recursos para producir nuevas divisiones para el ejército. Se controla mediante unas barras deslizantes que nos permiten ajustar la CI (Capacidad Industrial) al apartado que nos interese (modernización, producción, refuerzos, bienes de consumo, etc.). Gestionar bien la CI de un país es algo clave para lograr progresar en el juego.
La CI puede mejorarse construyendo nuevas fábricas, cambiando ministros, investigando o simplemente invadiendo un país y quedándonos con parte de su industria.

### El juego general
Hearts of Iron IV, tal como los demás juegos de la serie Hearts of Iron, es un juego de estrategia en tiempo real que se desarrolla en torno a la Segunda Guerra Mundial. El jugador puede controlar cualquier nación del mundo en este periodo de la historia, iniciando el escenario en 1936 o 1939 en un solo jugador (contra jugadores controlados por una IA) o multijugador (contra jugadores reales en línea). El juego base no está diseñado para avanzar más allá de 1950. El ejército de una nación se divide en las fuerzas navales, la fuerza aérea y las fuerzas terrestres. Para los ejércitos de tierra, el jugador puede entrenar, personalizar y comandar divisiones de infantería, artillería, tanques y otras unidades. La marina y la fuerza aérea consisten en barcos y aviones históricos usados durante el periodo de conflicto. Todas las ramas de las fuerzas armadas requieren de mano de obra, que representa la población reclutable a la guerra en cada país, así como también equipo militar que son producidos por fábricas militares o astilleros para los barcos. Las fábricas, astilleros y otras estructuras son construidas por las fábricas civiles, que también producen bienes de consumo para la población civil y supervisan el comercio con otras naciones. Los recursos comerciales son el petróleo, caucho, tungsteno, acero, aluminio y cromo, donde adicionalmente existen otros recursos variables como el poder político, que representa la capacidad del gobierno para tomar decisiones en el país como designar ministros, definir políticas económicas o establecer contactos diplomáticos. Otras variables a considerar son la Estabilidad y la Determinación bélica. La estabilidad se relaciona con la capacidad del país de permanecer unido ante los cambios de ideología, la situación de guerra y las políticas económicas tomadas por el gobierno. La determinación bélica representa que tan unida se encuentra una nación en una guerra o para empezar una. Variaciones en estos factores determinan diversos efectos negativos o positivos para distintos aspectos del juego. A nivel global, cada una de las acciones bélicas de todas las naciones del juego contribuyen a modificar la Tensión Global, que representa el nivel global de miedo y ansiedad que existe en cada uno de los territorios del mundo.
El mundo está dividido en pequeñas regiones denominadas provincias que se agrupan para formar estados. Cada una de estas secciones tiene limitaciones para la construcción de estructuras como fuertes o estaciones de radar, siendo algunas limitadas por provincia o estado. A su vez, los mares, océanos y el cielo se dividen en regiones con diferentes tipos de terreno capaces de alterar la capacidad de combate de las unidades. Algunas provincias pueden tener puntos de victoria, lo que puede empujar a una nación hacia la capitulación si está ocupada. El desempeño de las unidades depende de varios factores adicionales, como la habilidad y rasgos propios de cada general, la trayectoria de la guerra o la tecnología desarrollada. La investigación permite el desarrollo de nuevas tecnologías divididas en distintas ramas de desarrollo sucesivo en donde el jugador puede adquirir o mejorar sus tanques, aviones, barcos o fábricas, entre otras cosas. También existen doctrinas militares que alteran el combate terrestre, aéreo o marítimo.
Hearts of Iron IV también trata de recrear las relaciones diplomáticas de la época, pudiendo firmar pactos de no agresión, garantizar la independencia de otros países, solicitar acceso militar, entre otras cosas. Una de las características clave es que se pueden crear o expandir la facciones existentes como los aliados, el Eje, el Comintern, la Esfera de Coprosperidad, Frente Unido de China, entre otras. Los miembros de la facción pueden ayudarse entre sí en las guerras, convirtiendo a los miembros de la facción en activos valiosos. Los países en el juego pueden seguir cuatro ideologías principales, pueden ser democráticos, fascistas, comunistas o no alineados. Cada una de ellas tiene ventajas y debilidades, pudiendo cambiar de ideología el país de forma pacífica o violenta mediante un golpe de Estado orquestado desde el extranjero, una guerra civil o subyugado por un estado invasor.
Hearts of Iron IV sigue teniendo eventos que alteran el desarrollo del juego, pero las decisiones mayores se centran en un nuevo sistema de enfoque nacional. Cada país del juego tiene un árbol de enfoques con varias ramas que pueden desarrollarse de manera independiente y a veces excluyente que afectan diversos aspectos del juego. Por ejemplo, para que suceda el Anschluss, Alemania debe reclamar la remilitarización de la Renania que es excluyente con la historia alternativa de oponerse a Hitler. Otros enfoques otorgan bonificaciones representadas por Espíritus Nacionales que pueden ser cambiados por las decisiones tomadas a lo largo de la partida, como por ejemplo los bonos MEFO alemanes. También hay enfoques para impulsar tu economía o tu marina construyendo fábricas o astilleros para las mismas, además de otorgar bonificadores para la investigación.
Inicialmente, solo algunos países clave como Alemania, Francia, Reino Unido, Italia, Polonia, Japón, Estados Unidos y la Unión Soviética tenían enfoque nacionales únicos, teniendo las demás naciones árboles genéricos. Las actualizaciones y expansiones han agregado nuevos árboles de enfoque a otras naciones, además de sumar nuevas características de juego.

### Hearts of Iron 2
En 2005 aparece Hearts of Iron 2, que trata del mismo periodo histórico, pero con una interfaz mejorada y varias mejoras en la jugabilidad.

## Otros juegos de Paradox Interactive
- Europa Universalis III
- Hearts of Iron II
- Hearts of Iron III
- Hearts of Iron IV